# Кошаркашка репрезентација Шведске
Кошаркашка репрезентација Шведске представља Шведску на међународним кошаркашким такмичењима.

## Учешћа на међународним такмичењима

### Олимпијске игре
| Година         | Турнир                | Пласман               | ИГ                    | П                     | И                     | ДК                    | ПК                    | Разл.                 |
| -------------- | --------------------- | --------------------- | --------------------- | --------------------- | --------------------- | --------------------- | --------------------- | --------------------- |
| 1936. до 1976. | Није се квалификовала | Није се квалификовала | Није се квалификовала | Није се квалификовала | Није се квалификовала | Није се квалификовала | Није се квалификовала | Није се квалификовала |
| 1980.          | Први круг             | 10. место             | 7                     | 3                     | 4                     | 511                   | 504                   | +7                    |
| 1984. до 2012. | Није се квалификовала | Није се квалификовала | Није се квалификовала | Није се квалификовала | Није се квалификовала | Није се квалификовала | Није се квалификовала | Није се квалификовала |
| Укупно         | 1/18                  |                       | 7                     | 3                     | 4                     | 511                   | 504                   | +7                    |

### Светска првенства
Није учествовала

### Европска првенства
| Година         | Турнир                | Пласман               | ИГ                    | П                     | И                     | ДК                    | ПК                    | Разл.                 |
| -------------- | --------------------- | --------------------- | --------------------- | --------------------- | --------------------- | --------------------- | --------------------- | --------------------- |
| 1935. до 1951. | Није учествовала      | Није учествовала      | Није учествовала      | Није учествовала      | Није учествовала      | Није учествовала      | Није учествовала      | Није учествовала      |
| 1953.          | Први круг             | 17. место             | 7                     | 0                     | 7                     | 252                   | 485                   | -233                  |
| 1955.          | Први круг             | 16. место             | 10                    | 2                     | 8                     | 476                   | 701                   | -225                  |
| 1957. до 1959. | Није се квалификовала | Није се квалификовала | Није се квалификовала | Није се квалификовала | Није се квалификовала | Није се квалификовала | Није се квалификовала | Није се квалификовала |
| 1961.          | Први круг             | 18. место             | 6                     | 1                     | 5                     | 280                   | 310                   | -30                   |
| 1963.          | Није се квалификовала | Није се квалификовала | Није се квалификовала | Није се квалификовала | Није се квалификовала | Није се квалификовала | Није се квалификовала | Није се квалификовала |
| 1965.          | Први круг             | 16. место             | 9                     | 0                     | 9                     | 522                   | 773                   | -251                  |
| 1967.          | Није се квалификовала | Није се квалификовала | Није се квалификовала | Није се квалификовала | Није се квалификовала | Није се квалификовала | Није се квалификовала | Није се квалификовала |
| 1969.          | Први круг             | 12. место             | 7                     | 0                     | 7                     | 479                   | 660                   | -181                  |
| 1971. до 1981. | Није се квалификовала | Није се квалификовала | Није се квалификовала | Није се квалификовала | Није се квалификовала | Није се квалификовала | Није се квалификовала | Није се квалификовала |
| 1983.          | Први круг             | 12. место             | 7                     | 0                     | 7                     | 538                   | 617                   | -79                   |
| 1985. до 1991. | Није се квалификовала | Није се квалификовала | Није се квалификовала | Није се квалификовала | Није се квалификовала | Није се квалификовала | Није се квалификовала | Није се квалификовала |
| 1993.          | Први круг             | 15. место             | 3                     | 1                     | 2                     | 218                   | 253                   | -35                   |
| 1995.          | Први круг             | 14. место             | 6                     | 0                     | 6                     | 393                   | 528                   | -135                  |
| 1997. до 2001. | Није се квалификовала | Није се квалификовала | Није се квалификовала | Није се квалификовала | Није се квалификовала | Није се квалификовала | Није се квалификовала | Није се квалификовала |
| 2003.          | Први круг             | 16. место             | 3                     | 0                     | 3                     | 191                   | 269                   | -78                   |
| 2005. до 2011. | Није се квалификовала | Није се квалификовала | Није се квалификовала | Није се квалификовала | Није се квалификовала | Није се квалификовала | Није се квалификовала | Није се квалификовала |
| 2013.          | Први круг             | 16. место             | 5                     | 1                     | 4                     | 345                   | 391                   | -43                   |
| 2015.          | Није се квалификовала | Није се квалификовала | Није се квалификовала | Није се квалификовала | Није се квалификовала | Није се квалификовала | Није се квалификовала | Није се квалификовала |
| Укупно         | 10/38                 |                       | 63                    | 5                     | 58                    | 3694                  | 4987                  | -1293                 |